# Trường Đại học Tarumanagara
Trường Đại học Tarumanagara là một trong những trường đại học tư thục ở  Indonesia. Trường có 4 khu trường sở tại thủ đô Jakarta. Cơ sở  I (cơ sở chính) và cơ sở II tọa lạc tại Vùng đô thị Tây Jakarta, cơ sở III tại Nam Jakarta, cơ sở IV tại Karawaci (một thị xã vệ tinh cách Tây Jakarta 30 km).
Có 3 khoa và một  Graduate Business School trong trường này:
- Khoa kinh tế
- Khoa Luật
- Khoa Kỹ thuật
- Khoa Y
- Khoa Tâm lý học
- Khoa Nghệ thuật và Thiết kế
- Khoa Công nghệ Thông tin
- Khoa Nghiên cứu Nghiên cứu Thông tin liên lạc
- Graduate Business School

Hiện trường đang đào tạo cái chương trình đại học, cao học.